# Parafia św. Onufrego w Staroźrebach
Parafia pw. Świętego Onufrego w Staroźrebach – parafia należąca do dekanatu bielskiego, diecezji płockiej, metropolii warszawskiej.
Została erygowana około 1402. Mieści się przy ulicy Kościelnej, pod numerem 31.